# ヨ・ソイ・ロレンソ
『ヨ・ソイ・ロレンソ』（スペイン語: Yo soy Lorenzo）は、チリのテレビドラマ。メガで2019年9月2日に初公開された。

## 登場人物
カルロス・ゴンサレス / ロレンツォ・マイナルディ・エドワーズ
演：マリオ・ホートン
ロレンツォ・マイナルディ・エドワーズ / カルロス・ゴンサレス
演：ホルヘ・アレチェタ
ラウラ・オレジャーナ・ノリエガ
演：ヴィヴィアン・ディーツ